# يوتا ساتو (لاعب كرة قدم)
يوتا ساتو (باليابانية: 佐藤祐太) هو لاعب كرة قدم ياباني في مركز الوسط، ولد في 13 مايو 1995 في كاناغاوا في اليابان. لعب مع YSCC Yokohama ‏.

## وصلات خارجية
- يوتا ساتو على موقع رابطة كرة القدم اليابانية للمحترفين (اليابانية)
- يوتا ساتو على موقع قاعدة بيانات كرة القدم.إي يو (الإنجليزية)
- يوتا ساتو على موقع Soccerway.com (الإنجليزية)